# Epactoselia provallaris
Epactoselia provallaris är en tvåvingeart som beskrevs av Ronald Henry Lambert Disney 1998. Epactoselia provallaris ingår i släktet Epactoselia, och familjen puckelflugor. Inga underarter finns listade i Catalogue of Life.